# Jérôme Mombris
Jérôme Mombris, né le 27 novembre 1987 à Saint-Brieuc, est un footballeur international malgache. Passé professionnel en 2013 à l'âge de 25 ans, il évolue au poste de défenseur au Afa football Association en régional 1.

## Biographie
Né le 27 novembre 1987 à Saint-Brieuc, Jérôme Mombris est le fils d'un père originaire de La Réunion, parti s'installer en Bretagne. Il grandit à Saint-Brandan, au sein d'une famille de quatre enfants, et commence le football en 1996, peu avant ses neuf ans, avec le club de Plaintel Sport Football, puis rejoint en 2000 le Stade briochin,. À plusieurs reprises, il tente d'intégrer les rangs de l'En avant Guingamp, mais sans succès. À l'âge de seize ans, il quitte Saint-Brieuc pour la GSI Pontivy, où il reste une saison, puis intègre peu avant ses dix-huit ans le Stade brestois, alors que Guingamp souhaitait le recruter. Alors que l'entraîneur qui l'avait fait venir dans le Finistère, Éric Assadourian est rapidement remplacé par Stéphane Nado, Jérôme Mombris n'entre pas initialement dans les plans de son nouvel entraîneur, mais réussit finalement à gagner sa confiance. A posteriori, l'intéressé estime avoir progressé sous ses ordres.
Jérôme Mombris évolue durant trois saisons sous les couleurs du Stade brestois, et alterne entre les équipes B et C, ses apparitions en CFA2 étant limitées par les descentes de joueurs professionnels avec la réserve. En 2008, sans avoir fait d'apparitions avec les professionnels brestois, il quitte le club, et choisit de signer au Stade plabennécois, qui évolue en CFA. Avec le club du Léon, le défenseur obtient la montée en National à l'issue de sa première saison, et joue à ce niveau comme titulaire durant les deux années suivantes. En 2011 cette période se clôt néanmoins par une relégation en CFA, et Mombris doit quitter Plabennec. Il signe alors un contrat fédéral à l'US Avranches, qui évolue également à ce niveau, malgré les sollicitations d'autres clubs de CFA,. Échouant dans son objectif de montée en National, le club manchois change d'entraîneur, Richard Déziré succédant à Stéphane Mottin. N'entrant pas dans les plans du nouveau technicien, il se retrouve sans club durant quelques semaines à l'été 2012. Jérôme Mombris réalise alors un essai avec l'équipe réserve du Havre AC, et est engagé sous statut amateur.
Alors qu'il doit d'abord encadrer les jeunes de l'équipe réserve havraise, il profite de la blessure d'un coéquipier pour devenir titulaire. Ses performances convainquent alors le club normand de lui faire confiance, et il finit par atteindre le groupe professionnel, dirigé par Erick Mombaerts. À l'âge de vingt-cinq ans, il signe son premier contrat professionnel. Doublure de Benjamin Mendy, il fait ses débuts en Ligue 2 le 8 février 2013 à l'occasion d'un déplacement au stade Louis-II face à l'AS Monaco, et dispute trois autres rencontres avec l'équipe première durant la fin de saison 2012-2013. Il commence la saison suivante dans le rôle de remplaçant derrière Florian Pinteaux, mais profite d'une blessure de ce dernier pour gagner sa place de titulaire. Réussissant à gagner sa place durablement, il est titulaire durant trois saisons en Ligue 2, disputant 95 matchs de championnat avec Le Havre. Il échoue cependant à obtenir la montée en Ligue 1, avec notamment une quatrième place en 2015-2016.

### Gazélec Ajaccio
En fin de contrat avec le HAC, Jérôme Mombris s'engage le 9 juin 2016 avec le GFC Ajaccio, relégué en Ligue 2. Il signe un contrat de deux ans avec une année supplémentaire en option.

### Grenoble Foot 38
Durant l’été 2018 Jérôme Mombris s’engage en faveur du Grenoble Foot 38. Le 18 août 2021, d’un commun accord,  le GF38 et Jérôme Mombris résilie le contrat. 

### En Avant Guingamp
Natif de Saint-Brieuc, Jérôme Mombris rejoint enfin l’En Avant Guingamp le 19 août 2021 où il signe un contrat de 2 ans plus une année en option.  Il décide de mettre fin à sa carrière professionnelle pour raisons personnelles le 3 janvier 2022 en résiliant son contrat avec le club breton d’un commun accord.

### JS Saint-Pierroise
En janvier 2022, Jerôme Mombris met le cap sur la Réunione et signe à la JS Saint-Pierroise. Après quelques mois, il fait son retour au GFC Ajaccio en national 3 à l'été 2022.

## En sélection nationale
En avril 2016, il fait partie d'une liste de 58 joueurs sélectionnables en équipe de Bretagne, dévoilée par Raymond Domenech qui en est le nouveau sélectionneur.
Mombris est né en France d'un père réunionnais et possède une ascendance malgache par l'intermédiaire de son grand-père. Il a fait ses débuts avec l'équipe nationale de football de Madagascar lors d'un match amical 1-1 contre les Comores le 11 novembre 2017.

## Statistiques
| Saison                | Club                  | Championnat           | Championnat | Championnat | Coupe nationale | Coupe nationale | Coupe de la Ligue | Coupe de la Ligue | Total | Total |
| Saison                | Club                  | Division              | M.          | B.          | M.              | B.              | M.                | B.                | M.    | B.    |
| 2008-2009             | Stade plabennécois    | CFA                   | 32          | 0           | 1               | 0               | -                 | -                 | 33    | 0     |
| 2009-2010             | Stade plabennécois    | National              | 37          | 1           | 3               | 0               | -                 | -                 | 40    | 1     |
| 2010-2011             | Stade plabennécois    | National              | 37          | 2           | 1               | 0               | -                 | -                 | 38    | 2     |
| 2011-2012             | US Avranches          | CFA                   | 34          | 0           | 3               | 0               | -                 | -                 | 37    | 0     |
| 2012-2013             | Le Havre AC           | Ligue 2               | 3           | 0           | 1               | 0               | -                 | -                 | 4     | 0     |
| 2013-2014             | Le Havre AC           | Ligue 2               | 31          | 1           | -               | -               | 1                 | 0                 | 32    | 1     |
| 2014-2015             | Le Havre AC           | Ligue 2               | 36          | 2           | 2               | 0               | 1                 | 0                 | 39    | 2     |
| 2015-2016             | Le Havre AC           | Ligue 2               | 28          | 0           | 1               | 0               | 1                 | 0                 | 30    | 0     |
| 2016-2017             | GFC Ajaccio           | Ligue 2               | 36          | 1           | 3               | 0               | 1                 | 0                 | 40    | 1     |
| 2017-2018             | GFC Ajaccio           | Ligue 2               | 8           | 0           | -               | -               | 2                 | 0                 | 10    | 0     |
| Total sur la carrière | Total sur la carrière | Total sur la carrière | 282         | 7           | 15              | 0               | 6                 | 0                 | 303   | 7     |